# Lingua sacha
La lingua sacha (nome nativo: саха тыла, saqa tıla) o jacuta (in russo: якутский язык, jakutskij jazyk), variamente translitterata iacuta, iakuta, jakuta, yacuta o yakuta, è una lingua turca parlata in Russia, nella Sacha-Jacuzia.

## Distribuzione geografica
Al censimento russo del 2010 risultava parlata da 450.000 persone, nella Siberia orientale, tra i fiumi Lena e Kolyma.

### Lingua ufficiale
È lingua ufficiale della Sacha-Jacuzia assieme al russo.

## Classificazione
La lingua sacha appartiene al gruppo delle lingue turche settentrionali, analogamente ad altre lingue minori della Russia quali il dolgano e il tuvano.
Secondo Ethnologue, la classificazione della lingua sacha è la seguente:
- Lingue altaiche
  - Lingue turche
    - Lingue turche settentrionali
      - Lingua sacha

## Grammatica
La sacha è una lingua agglutinante, caratterizzata da armonia vocalica.

## Sistema di scrittura
Viene scritta con una varietà di alfabeto cirillico  messa a punto all'inizio del XX secolo da Semën Novgorodov.

### Alfabeto e pronuncia
| Lettera | Nome                | IPA     | Note                                                              | Latino ufficiale |
| ------- | ------------------- | ------- | ----------------------------------------------------------------- | ---------------- |
| А а     | а                   | /a/     |                                                                   | A a              |
| Б б     | бэ                  | /b/     |                                                                   | B b              |
| В в     | вэ                  | /v/     | solo in prestiti dal russo                                        | V v              |
| Г г     | гэ                  | /ɡ/     |                                                                   | G g              |
| Ҕ ҕ     | ҕэ                  | /ɣ, ʁ/  |                                                                   | Ğ ğ              |
| Д д     | дэ                  | /d/     |                                                                   | D d              |
| Дь дь   | дьэ                 | /ɟ/     |                                                                   | Dy dy o D‘ d‘    |
| Е е     | е                   | /e, je/ | solo in prestiti dal russo                                        | Ye ye o e        |
| Ё ё     | ё                   | /jo/    | solo in prestiti dal russo                                        | Yo yo            |
| Ж ж     | жэ                  | /ʒ/     | solo in prestiti dal russo                                        | J j              |
| З з     | зэ                  | /z/     | solo in prestiti dal russo                                        | Z z              |
| И и     | и                   | /i/     |                                                                   | I i              |
| Й й     | йот                 | /j, j̃/  | la nasalizzazione delle semivocali non è indicata nell'ortografia | Y y              |
| К к     | ка                  | /k/     |                                                                   | K k              |
| Л л     | эл                  | /l/     |                                                                   | L l              |
| М м     | эм                  | /m/     |                                                                   | M m              |
| Н н     | эн                  | /n/     |                                                                   | N n              |
| Ҥ ҥ     | эҥ                  | /ŋ/     |                                                                   | Ñ ñ              |
| Нь нь   | эньэ                | /ɲ/     |                                                                   | Ny ny o N’ n’    |
| О о     | о                   | /o/     |                                                                   | O o              |
| Ө ө     | ө                   | /ø/     |                                                                   | Ö ö              |
| П п     | пэ                  | /p/     |                                                                   | P p              |
| Р р     | эр                  | /ɾ/     |                                                                   | R r              |
| С с     | эс                  | /s/     |                                                                   | S s              |
| Һ һ     | һэ                  | /h/     |                                                                   | H h              |
| Т т     | тэ                  | /t/     |                                                                   | T t              |
| У у     | у                   | /u/     |                                                                   | U u              |
| Ү ү     | ү                   | /y/     |                                                                   | Ü ü              |
| Ф ф     | эф                  | /f/     | solo in prestiti dal russo                                        | F f              |
| Х х     | ха                  | /x/     |                                                                   | X x o Q q        |
| Ц ц     | цэ                  | /ts/    | solo in prestiti dal russo                                        | Ts ts            |
| Ч ч     | че                  | /c/     |                                                                   | Ç ç              |
| Ш ш     | ша                  | /ʃ/     | solo in prestiti dal russo                                        | Ş ş              |
| Щ щ     | ща                  | /ɕː/    | solo in prestiti dal russo                                        | Şç şç            |
| Ъ ъ     | кытаатыннарар бэлиэ | /◌./    | solo in prestiti dal russo                                        | '                |
| Ы ы     | ы                   | /ɯ/     |                                                                   | I ı              |
| Ь ь     | сымнатыы бэлиэтэ    | /◌ʲ/    | solo in prestiti dal russo                                        | ‘                |
| Э э     | э                   | /e/     |                                                                   | E e              |
| Ю ю     | ю                   | /ju/    | solo in prestiti dal russo                                        | Yu yu            |
| Я я     | я                   | /ja/    | solo in prestiti dal russo                                        | Ya ya            |